# Vertrouwensregel
De vertrouwensregel is in de politiek een ongeschreven regel van het Nederlandse staatsrecht die inhoudt dat een minister, staatssecretaris of het kabinet als geheel, moet aftreden als zij niet langer het vertrouwen geniet van beide Kamers van de Staten-Generaal. Daarmee wordt bedoeld dat een meerderheid van de Kamerleden achter het beleid van de bewindspersonen afzonderlijk, en van het kabinet moeten staan. Verliest een bewindspersoon het vertrouwen kan in de regel door het kabinet verder worden geregeerd, alleen de persoon moet worden vervangen en gemaakte fouten gecorrigeerd. Verliest een kabinet het vertrouwen kan in de regel niet verder worden geregeerd, omdat er voor wetsvoorstellen en begrotingen geen meerderheid in het parlement meer kan worden behaald. Het is de hoofdregel van het Nederlands parlementair stelsel.
De vertrouwensregel is zelf geen wettelijke bepaling, maar heeft wel een basis in de Grondwet. Daar is als recht en taak van de volksvertegenwoordiging vastgelegd, de regering te controleren. Daaruit vloeit voort dat het kabinet en de ministers verantwoording over hun werk moeten afleggen aan het parlement. Het kabinet is verantwoordelijk voor het beleid dat het maakt en uitvoert. Elke minister is verantwoordelijk voor het eigen werk, dat van de staatssecretaris(sen), het overige werk van het ministerie en dat van alle andere staatsrechtelijke eenheden die onder zijn ministerie vallen. Ministers zijn ook verantwoordelijk voor alle handelingen van het staatshoofd (koning of koningin), dat heet ministeriële verantwoordelijkheid en is ook vastgelegd in de Grondwet, vanaf 1840. Het uiterste instrument dat Kamerleden in de hand hebben om hun goedkeuring of afkeuring uit te spreken over het gevoerde beleid, is het opzeggen van vertrouwen.
Het kenbaar maken van een gebrek aan vertrouwen kan gebeuren door het aannemen van een motie van wantrouwen. In Nederland werd dat op 27 september 1866 voor het eerst gedaan. De regel dat een bewindspersoon of het kabinet daarna ontslag indient, is ontstaan uit een aantal incidenten omtrent de ministeriële verantwoordelijkheid.
In Nederland is het niet gebruikelijk bij eerste aantreden van een nieuw kabinet voor de volksvertegenwoordiging, een motie van vertrouwen aan te nemen, zoals in enkele andere landen wel het geval is.

## Geschiedenis

### Aprilbeweging
In de Grondwetsherziening van 1848 was de Nederlandse Grondwet uitgebreid met het recht op ‘vrijheid van kerkelijke organisatie’. Dit maakte het de Rooms-Katholieke Kerk mogelijk de bisschoppelijke hiërarchie te herstellen, dat is het recht van de paus om zelfstandig een Nederlandse katholieke kerkorganisatie met een bisschoppelijk bestuur vast te stellen. Nadat verontruste protestanten zich hierover tot koning Willem III der Nederlanden wendden, liet deze zich kritisch uit over de wijziging. Minister Thorbecke wenste geen verantwoordelijkheid te dragen voor de uitlatingen van de koning. Volgens Thorbecke was het optreden van de kerk volstrekt grondwettig. Thorbecke bood hierna het ontslag aan van zijn kabinet.

### Kwestie-Mijer
De kwestie-Mijer betrof de ontbinding van de Tweede Kamer, vanwege de benoeming van minister van Koloniën Pieter Mijer in 1866 tot gouverneur-generaal van Nederlands-Indië, vlak na zijn aantreden als minister. Formateur Jules graaf van Zuylen van Nijevelt had Mijer gevraagd om als minister van Koloniën toe te treden tot het kabinet. Mijer gaf aan dat hij liever gouverneur-generaal van Nederlands-Indië wilde worden, omdat die positie veel beter betaalde. Van Zuylen sprak daarop met Mijer af dat als hij minister zou worden, hij alleen de eerste begroting voor Koloniën hoefde af te handelen. Als die begroting door de Tweede Kamer zou zijn geloodst, zou Van Zuylen er voor zorgen dat Mijer gouverneur-generaal zou worden. Nadat de begroting door de Tweede Kamer werd goedgekeurd, trad Mijer inderdaad af als minister. Een dag later werd hij door koning Willem III benoemd tot gouverneur-generaal. Volgens de Tweede Kamer was deze gang van zaken onbetamelijk. Ze nam de eerste motie van wantrouwen uit de geschiedenis aan:

De Kamer, de gedragslijn van het Kabinet ten opzigte van de uittreding van den Minister van Koloniën, Mr. P. Mijer, afkeurende, gaat over tot de orde van dag.

De voltallige ministerraad was het daar niet mee eens, de koning evenmin. Het was het alleenrecht van de koning de ministers te benoemen en te ontslaan. De koning ging vervolgens over tot ontbinding van de Tweede Kamer, waardoor nieuwe verkiezingen noodzakelijk waren en de kiezers zich over de kwestie konden uitspreken. Na deze verkiezingen bleef de samenstelling van de Tweede Kamer nagenoeg ongewijzigd, het kabinet bleef zitten. Kort daarop kwam het weer tot een tegenstelling.

### Luxemburgse kwestie - het pleit wordt beslecht
De Luxemburgse kwestie was een diplomatiek conflict dat speelde in 1868. Door de kwestie dreigde er oorlog tussen Pruisen en Frankrijk en daarmee tussen Nederland en Frankrijk en tussen Nederland en Pruisen. Op verzoek van Frankrijk wilde koning Willem III zijn groothertogdom Luxemburg aan de Fransen verkopen. Hiervoor werd een bedrag overeengekomen van vijf miljoen gulden. Bondskanselier Otto von Bismarck van Pruisen ging akkoord, maar gaf tevens aan dat de onderhandelingen tussen Frankrijk en Willem III in het geheim moesten plaatsvinden. De Duitse bondsstaten zouden dan voor een voldongen feit worden gesteld. Willem III stond er echter op de Duitse bonden in te lichten. Toen die dat vernamen en de verkoopplannen ook in de Duitse kranten vermeld werden, gaf Bismarck aan dat de verkoop een aanleiding tot oorlog kon zijn. En Frankrijk gaf aan dat als de verkoop niet doorging, dit voor de Fransen aanleiding zou zijn tot een oorlog met Nederland.
De Russische minister van Buitenlandse Zaken Aleksandr Gortsjakov nam daarop het initiatief tot een conferentie te Londen over de status van Luxemburg. Deze conferentie vond plaats van 7 tot 11 mei 1867 en culmineerde in het sluiten van een verdrag waarin de neutraliteit van Luxemburg werd gegarandeerd. De sinds 1839 in Luxemburg gestationeerde Pruisische soldaten werden teruggeroepen en de vesting in Luxemburg werd ontmanteld. Daarnaast zou het hertogdom Limburg, waarvan Willem III hertog was, niet hoeven toe te treden tot de nieuw opgerichte Noord-Duitse bond.
Met het sluiten van het verdrag was in Nederland de kous nog niet af. De liberalen in het parlement vonden dat de Nederlandse minister van Buitenlandse Zaken Jules graaf van Zuylen van Nijevelt met zijn eigenmachtige optreden in deze zaak de Nederlandse neutraliteit in gevaar had gebracht. Er ontstond een constitutioneel conflict: de ministers boden hun ontslag aan, maar dit werd geweigerd door de koning, terwijl de Tweede Kamer wenste dat het kabinet vertrok. De Tweede Kamer keurde daarop de begroting voor Buitenlandse Zaken af en dit had tot gevolg dat een vertoornde Willem III het parlement ontbond. Het nieuw gekozen parlement echter veroordeelde bij motie-Blussé van Oud-Alblas de ontbinding van het vorige parlement en stemde opnieuw tegen de begroting. Dit had uiteindelijk als gevolg dat het kabinet opstapte. Het parlement had het pleit gewonnen.
In deze periode ontstond er een tweede ongeschreven regel van Nederlands staatsrecht: de koning mag niet twee keer het parlement ontbinden om dezelfde kwestie.

## Huidige situatie
Ook in latere grondwetsherzieningen na 1848 is de vertrouwensregel niet gecodificeerd. Het is een vorm van ongeschreven recht die nog steeds gelding heeft. De enige aangenomen motie van wantrouwen was in 1939. Een motie van afkeuring of afkeuring van een begroting heeft vaker plaatsgevonden en wordt vaak geïnterpreteerd als het opzeggen van vertrouwen.
Het indienen van een motie van wantrouwen was decennia lang een bijzonderheid, het kwam hooguit een paar keer per jaar voor. Sinds de jaren 2000 is er met grote regelmaat een Kamerfractie die een motie indient waarin het vertrouwen in een minister of in het hele kabinet wordt opgezegd, meestal een oppositiefractie en meestal de Partij voor de Vrijheid. De coalitiepartijen die een meerderheid hebben, stemmen tegen, zodat de motie nooit wordt aangenomen.